# Costa Rica (Guantánamo)
Costa Rica (El Salvador) es un pequeño pueblo que se encuentra aproximadamente a 30 km de la capital provincial, Guantánamo. Es cuna de tradiciones históricas y culturales, alrededor del central se ha desarrollado su vida social, hoy se vislumbra un alza en la calidad de vida de sus habitantes

## Ubicación
El Consejo Popular, limita al norte con El lechero, al sur con La Yaya, al este con Cuneira y al oeste con Los Reinaldo, Songo la Maya. Sus principales vías de acceso son:
- Carretera Costa Rica-Río Frío.
- Línea Ferroviaria Nacional.
- Terraplenes que enlazan los asentamientos poblacionales.

Este consejo popular cuenta con una población de 5 922 habitantes y una extensión territorial de 56,61Km².

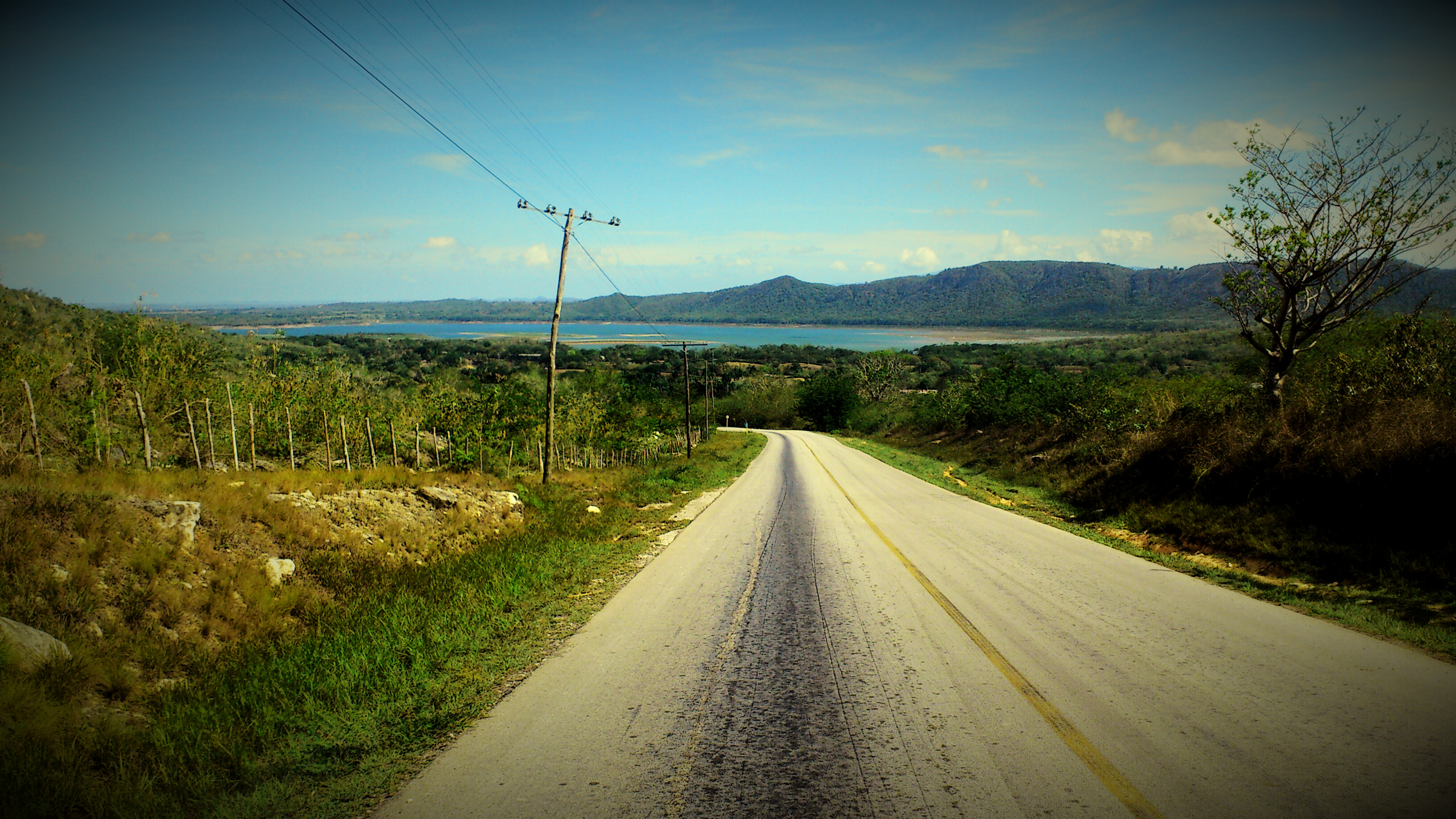
Vía principal de acceso a Costa Rica

## Historia
En esta localidad a inicios del Siglo XX existía un pequeño poblado que colindaba con la Sierra Canasta llamado el Congris, fue este su primer asentamiento y debía su nombre por la variedad de nacionalidades de sus pobladores: chinos, indios, franceses, cubanos e ingleses. En esa época no existían caminos, sólo trillos por lo que transitaban las carretas haladas por mulos que eran los que trasladaban las mercancías por lo que las familias buscaban mejorías de vida, es por ello que se desplazaron y formaron un nuevo poblado llamado Arroyo Piedra. Era una zona boscosa de árboles maderables, útiles para la construcción de viviendas.
En 1903 con la necesidad de llevar el ferrocarril al tramo Guantánamo-San Luis, el ingeniero que estaba al frente de la construcción de esta vía, al pasar por este lugar y ver las características le surge la idea de construir un central azucarero, después de regresar de sus compromisos, compra algunas parcelas a los franceses para la construcción del central y de las viviendas que albergarían a los trabajadores, por esa misma época trae a su esposa a conocer el lugar donde construiría el central y ella al verlo le dice: “me has traído a una ermita”, aprovechando la respuesta de su esposa así le llama al central que construiría: “Ermita”, desde este mismo momento deja de llamarse Arroyo Piedra y toma el nombre del central. En los primeros años el batey contaba con 250 casas con servicio de agua y luz para los trabajadores del central.

### Acciones libertadoras
Los gobiernos de turno no cesaban en sus atropellos, en el central, los trabajadores comienzan a organizarse en aras de la liberación del país protagonizando diferentes acciones, entre las que se encuentran: Alzamiento del 30 de noviembre, Ataque al Cuartel del Central Ermita, Ataque del cuartel de Río Frío entre otras.
Unos de los pasajes más recordados por los pobladores de este consejo popular fue lo ocurrido el 1 de enero de 1959 cuando el compañero Raúl Castro Ruz les dirigió la palabra a los pobladores.
No es hasta el mediados de los años ‘70 que se deja de llamar Ermita para pasar a llamarse Costa Rica, el nombre de Consejo Popular Costa Rica no lo alcanza hasta el 13 de octubre de 1989.

## Características
Costa Rica pertenece a la provincia Guantánamo, municipio El Salvador, presenta un relieve ondulado con el predominio de algunas colinas lo que lo convierte en un valle intramontañoso que pertenece al paisaje Nipe -Cristal radiado por el norte con montañas que pertenecen a este y por el sur con la Sierra Canasta.

### Principales ríos
En el Consejo Popular se localizan dos ríos pequeños, con un régimen de alimentación fluvial, estos son cortos y de escaso caudal que al unirse se forman afluentes del río Guantánamo.

### Clima
Existe un clima cálido con brisas moderadas del nordeste, las lluvias son abundantes, las temperaturas altas en el verano y frías en el invierno, la niebla es muy frecuente durante el invierno, esto ejerce gran influencia sobre las actividades económicas y sociales que desarrolla el hombre de la zona.

### Suelos y vegetación
Predominan los suelos carbonatados, tienen gran fertilidad, en parte están degradados por la compactación y la erosión. La vegetación está muy afectada por la actividad antrópica predominando los cultivos varios.

## Desarrollo económico
Este Consejo Popular cuenta con una red comercial, gastronómica y de otros servicios; que incluyen Mini-Restaurante, Bodegas, Cafetería, Taller de Servicios Técnicos, TRD, Mercado agropecuarios entre otros.

### Principales instituciones
- Fábricas: 3.
- Agro mercados: 1.
- Bodegas, carnicerías y lecherías: 9.

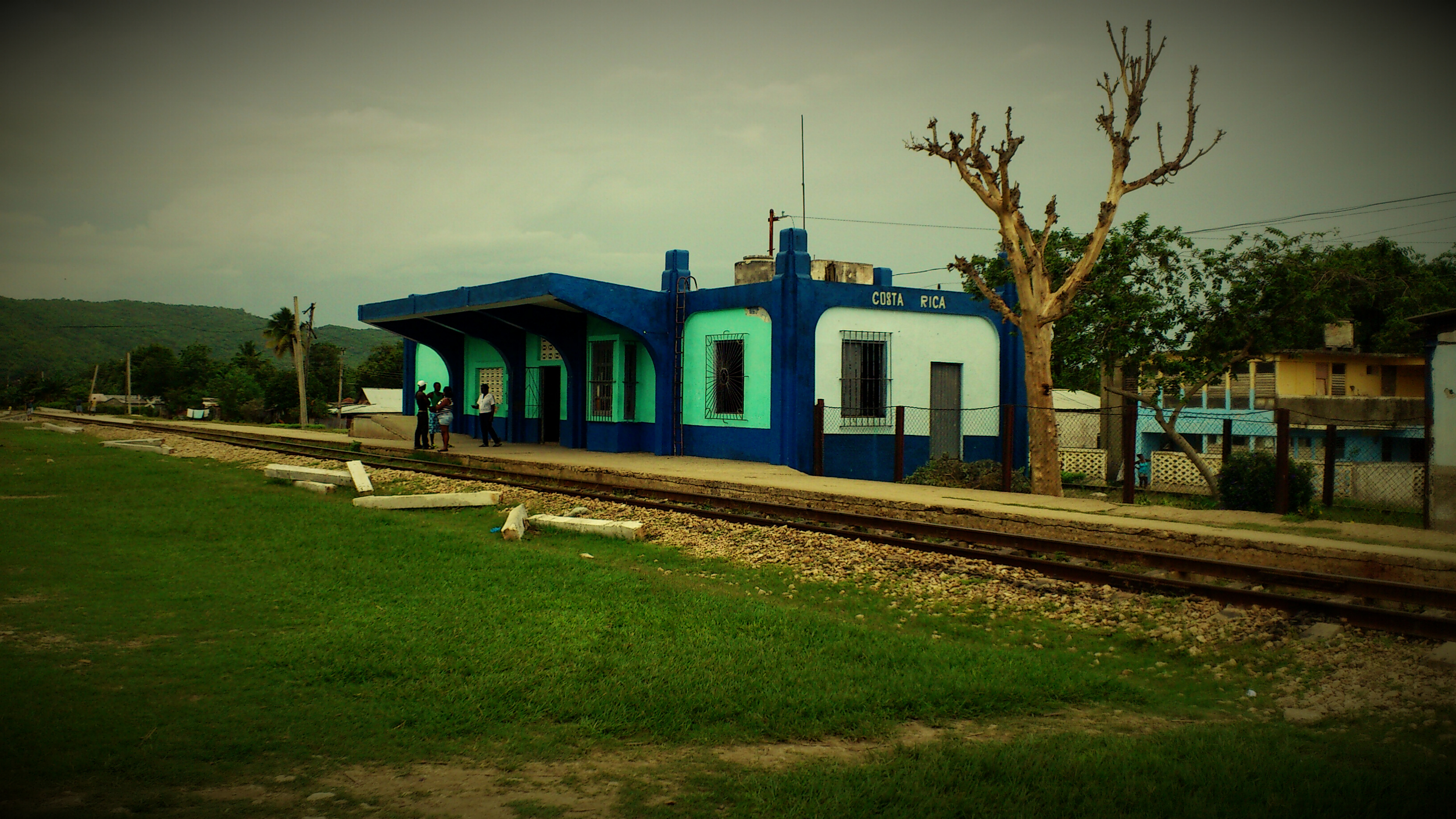
Ferrocarril

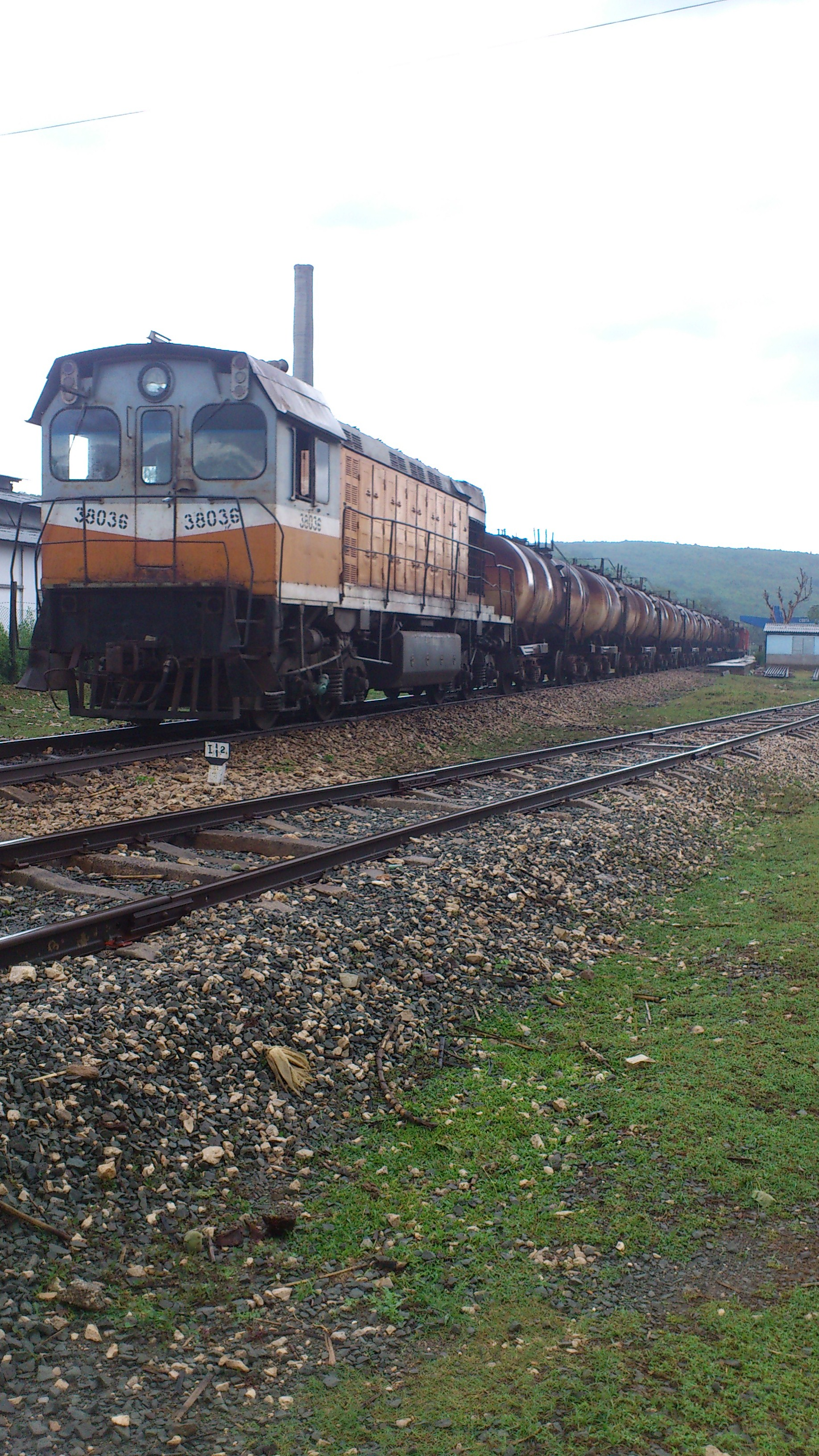
Vía Férrea

- Panaderías - Dulcerías: 1.
- Tiendas en CUC: 1.
- Estación de Policía: 1

## Desarrollo social
Existen policlínicos, sala de rehabilitación, un Joven Club de Computación y Electrónica, escuelas, centros deportivos, farmacias entre otros centros que han contribuido al logro de una mejor calidad de vida.

### Educación

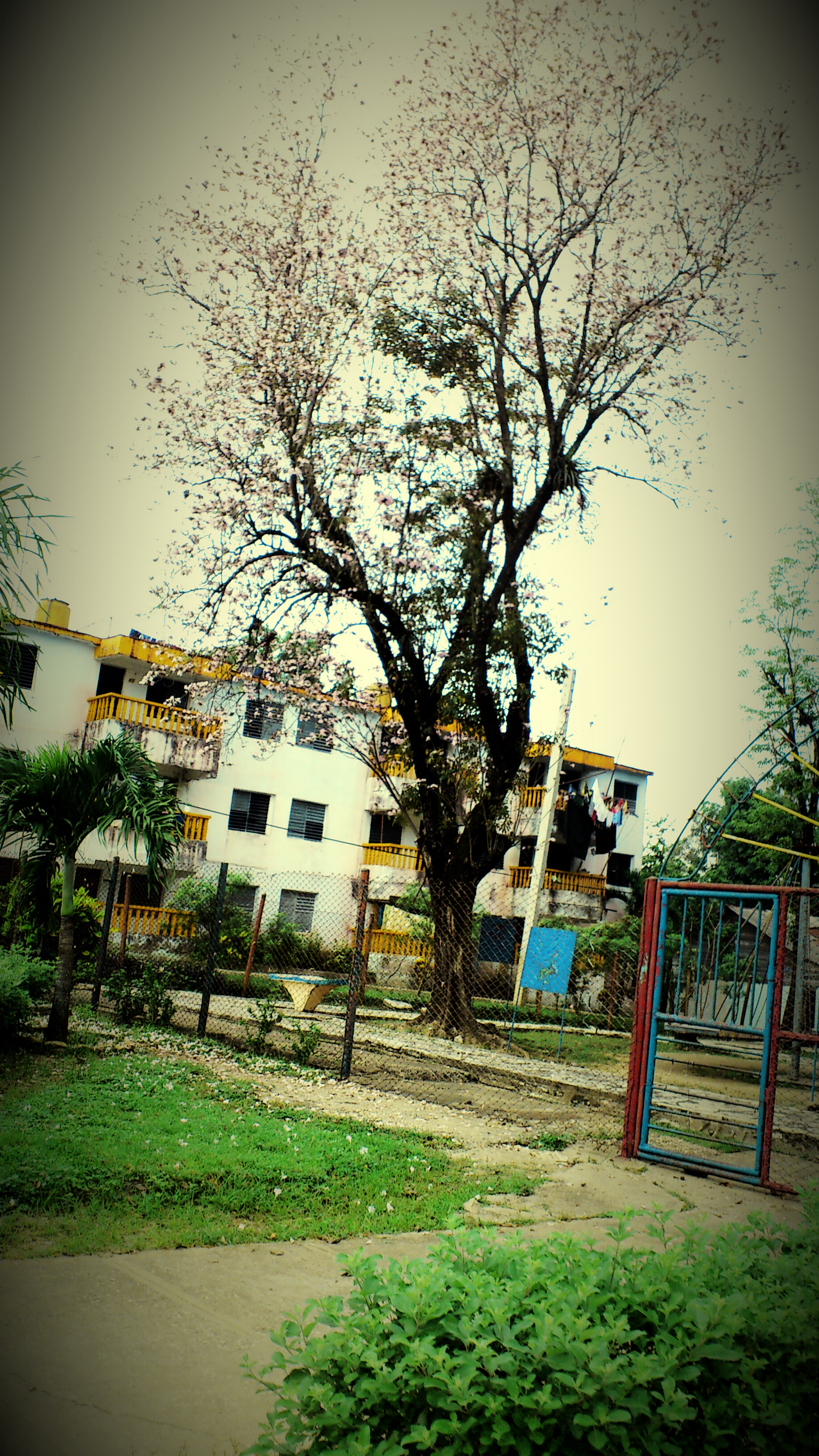
Parque Principal

- Círculos Infantiles: 1.
- Escuelas Primarias: 8.
- Escuelas Secundarias Básicas: 1.
- Preuniversitarios en la calle: 1.
- Cine Teatro: 1.
- Joven Club: 1.

### Salud
- Policlínica: 1.
- Consultorios Médicos con vivienda: 8.
- Farmacias: 8.

### Cultura y deporte
- Centros deportivos: 11.
- Cines: 1.
- Parques infantiles y de recreación: 4